# إدوارد غراي (عالم)
إدوارد غراي (بالإنجليزية: Edward Grey, 1st Viscount Grey of Fallodon )‏ (و. 1862 – 1933 م) هو سياسي، ودبلوماسي، وعالم طيور، ولاعب كرة مضرب، وreal tennis player ‏، من المملكة المتحدة، كان عضوًا في الحزب الليبرالي، وكان عضوًا في الجمعية الملكية، وجمعية علم الحيوان في لندن، توفي عن عمر يناهز 71 عاماً.

## المناصب
تولى منصب عضو برلمان المملكة المتحدة الـ30 (3 ديسمبر 1910–6 يوليو 1916)، وعضو برلمان المملكة المتحدة الـ29 (15 يناير 1910–28 نوفمبر 1910)، وعضو برلمان المملكة المتحدة الـ28 (12 يناير 1906–10 يناير 1910)، ووزير الدولة للشؤون الخارجية وشؤون الكومنولث ‏ (10 ديسمبر 1905–10 ديسمبر 1916)، وعضو برلمان المملكة المتحدة الـ27 (1 أكتوبر 1900–8 يناير 1906)، وعضو برلمان المملكة المتحدة الـ26 (13 يوليو 1895–17 سبتمبر 1900)، ووكيل وزارة الدولة للشؤون الخارجية ‏ (18 أغسطس 1892–20 يونيو 1895)، وعضو برلمان المملكة المتحدة الـ25 (4 يوليو 1892–8 يوليو 1895)، وعضو برلمان المملكة المتحدة الـ24 (1 يوليو 1886–28 يونيو 1892)، وعضو برلمان المملكة المتحدة الـ23 (24 نوفمبر 1885–26 يونيو 1886)، وعضو مجلس الشورى البريطاني، وسفير.

## التعليم
تعلم في كلية باليول بجامعة اوكسفورد، وكلية ونشستر ‏.

## روابط خارجية
- إدوارد غراي على موقع الموسوعة البريطانية (الإنجليزية)